# Phyllopsora isidiotyla
Phyllopsora isidiotyla är en lavart som först beskrevs av Vain., och fick sitt nu gällande namn av Riddle. Phyllopsora isidiotyla ingår i släktet Phyllopsora och familjen Ramalinaceae.   Inga underarter finns listade i Catalogue of Life.